# クリスタル・シティー駅 (バージニア急行鉄道)
クリスタル・シティー駅（英語：Crystal City Station）は、ワシントンD.C.にあるバージニア急行鉄道（VRE）の駅。隣のワシントンメトロのクリスタル・シティー駅に乗り換え出来る。